# ChineseSkill
ChineseSkill es una aplicación móvil para aprender chino mandarín. Su curso consta de 45 temas enfocados en enseñar vocabulario y gramática a través de contexto y utilizando un mecanismo similar a la plataforma de aprendizaje de idiomas Duolingo.
ChineseSkill fue fundado por Wang Zhulong, quién notó una tendencia al alza de personas interesadas en aprender chino mandarín, mientras vivía en Japón. junto a su compañero,quien se especializó en idioma chino en la Universidad de Pekín.
Para enero de 2017, ChineseSkill esta aún disponible para su descarga gratuita en App Store (iOS) y Google Play.

## Descripción
ChineseSkill es una aplicación chino mandarín. La app contiene numerosas lecciones que prueban sus habilidades al escuchar, hablar, leer y escribir en Mandarín. Las lecciones son basadas en juegos, lo que hace el aprendizaje de Chino divertido y fácil. Evaluaciones avanzadas de pronunciación China y Tecnologías de Escritura de los caracteres a mano también están disponibles para hacer el estudio del idioma más adictivo y eficiente. Las lecciones también pueden ser descargadas para practicar fuera de línea.